# Leandro Barreiro
Leandro Barreiro Martins (Erpeldange, 2000. január 3. –)  luxemburgi válogatott labdarúgó, a Benfica játékosa.

## Pályafutása

### Klubcsapatokban
A Racing-Union, az Erpeldange és az 1. FSV Mainz 05 csapataiban nevelkedett fiatalon. 2016 februárjában a szezon végéig 9 találkozón lépett pályára a luxemburgi másodosztályban, és ezeken a mérkőzéseken 2 gólt szerzett. Miután véget ért a szezon aláírt a német 1. FSV Mainz csapatához. 2018. november 4-én aláírta első profi szerződését a klubbal. 2019. február 8-án mutatkozott be az első csapatban a Bayer 04 Leverkusen elleni élvonalbeli bajnoki mérkőzésen kezdőként. Március 8-án a második csapatban is debütált az SV 07 Elversberg ellen, majd négy nappal később az FC-Astoria Walldorf ellen gólt szerzett.

### A válogatottban
Többszörös luxemburgi korosztályos válogatott labdarúgó. 2018. március 22-én a máltai labdarúgó-válogatott elleni felkészülési mérkőzésen kezdőként debütált a felnőtt válogatottban. Pontosan egy évvel később pedig az első gólját is megszerezte a litván labdarúgó-válogatott ellen.

#### Góljai a válogatottban
| #  | Dátum             | Helyszín                                   | Ellenfél | Gól | Végeredmény | Verseny                          |
| -- | ----------------- | ------------------------------------------ | -------- | --- | ----------- | -------------------------------- |
| 1. | 2019. március 22. | Stade Josy Barthel, Luxembourg, Luxembourg | Litvánia | 1–1 | 2–1         | 2018-as világbajnokság-selejtező |